# Бухечень
Бухечень, Бухечені (рум. Buhăceni) — село у повіті Ботошані в Румунії. Входить до складу комуни Трушешть.
Село розташоване на відстані 381 км на північ від Бухареста, 25 км на схід від Ботошань, 85 км на північний захід від Ясс.

## Населення
За даними перепису населення 2002 року у селі проживали 757 осіб, усі — румуни. Усі жителі села рідною мовою назвали румунську.